# Виктор Торн
Виктор Торн (фр. Victor Thorn; 31. јануар 1844 — 15. септембар 1930) је био луксембуршки политичар. Био је једанаести премијер Луксембурга и на овом положају је био годину дана од 24. фебруара 1916. до 19. јуна 1917. године. 